# Circuito Masculino ITF 2015
Los Futures 2015 en la edición 2015 de la gira de nivel de entrada para el tenis profesional masculino, es la tercera a nivel de tenis por debajo de la Asociación de Profesionales de Tenis y Challenger Tour. Es organizado por la Federación Internacional de Tenis (ITF), además, organiza el Circuito Femenino ITF, es el recorrido de nivel de entrada para el tenis profesional femenino. Los torneos futures se organizan para ofrecer cualquiera de $ 10,000 o $ 15,000 en premios y torneos que ofrecer hospitalidad a los jugadores que compiten en el cuadro principal dar puntos de clasificación adicionales que son válidas en el marco del sistema de ranking ATP, y deben ser organizada por una asociación nacional o aprobados por el Comité del Circuito Masculino ITF.
Los torneos se juegan en una superficie plana rectangular, refieren comúnmente como una pista de tenis . El dimenstion de una pista de tenis están definidos y regulados por la ITF y la cancha es 23,78 metros (78,0 pies) de largo, 10,97 metros (36,0 pies) de ancho. Su anchura es de 8,23 metros (27,0 pies) para los partidos de individuales y 10.97 metros (36,0 pies) para los partidos de dobles. El tenis se juega en una variedad de superficies y cada superficie tiene sus propias características que afectan el estilo de juego del juego. Hay cuatro tipos principales de tribunales en función de los materiales utilizados en la superficie de pista, arcilla, dura, hierba y revestimiento de tenis con la ITF clasificación de cinco ajustes de paso diferentes que van de lento a rápido.

## Naciones participantes anfitrionas
- Argentina
- Australia
- Canadá
- Chile
- China
- Croacia
- Egipto
- El Salvador
- Francia
- Alemania
- Reino Unido
- Grecia
- Guatemala
- India
- Irán
- Israel
- Italia
- Japón
- Kazajistán
- Panamá
- Perú
- Portugal
- Rusia
- España
- Sri Lanka
- Suiza
- Tailandia
- Turquía
- Ucrania
- Estados Unidos

Los países que acogen a un torneo en el 2015, pero no lo hicieron en 2014.
- Panamá
- Sri Lanka

## Calendario

### Clave
| Torneo de $15,000 |
| Torneo de $10,000 |

### Enero - marzo
| N.º | enero  | enero  | enero  | enero  | Febrero | Febrero | Febrero | Febrero | Marzo  | Marzo   | Marzo   | Marzo   | Marzo   |
| N.º | 5      | 12     | 19     | 26     | 2       | 9       | 16      | 23      | 2      | 9       | 16      | 23      | 30      |
| --- | ------ | ------ | ------ | ------ | ------- | ------- | ------- | ------- | ------ | ------- | ------- | ------- | ------- |
| 1   | USA F2 | USA F4 | GER F3 | EGY F3 | EGY F4  | EGY F5  | CHI F1  | AUS F1  | AUS F2 | AUS F3  | FRA F6  | AUS F4  | AUS F5  |
| 2   | GER F1 | EGY F1 | KAZ F1 | GER F4 | ESP F2  | GUA F1  | IRN F4  | CHI F2  | CAN F1 | CAN F2  | GBR F4  | GBR F5  | CHN F1  |
| 3   | TUR F1 | FRA F1 | EGY F2 | KAZ F2 | SRI F1  | ESP F3  | ITA F1  | IRN F5  | FRA F4 | SUI F1  | SUI F2  | USA F11 | CRO F7  |
| 4   | USA F1 | GER F2 | FRA F2 | FRA F3 | TUN F4  | SRI F2  | EGY F6  | ITA F2  | CRO F3 | ARG F1  | USA F10 | ARG F3  | EGY F12 |
| 5   |        | IRN F1 | GBR F1 | GBR F2 | TUR F5  | TUN F5  | SLV F1  | EGY F7  | EGY F8 | CRO F4  | ARG F2  | BHR F1  | GRE F2  |
| 6   |        | TUN F1 | IRN F2 | IRN F3 |         | TUR F6  | ESP F4  | PAN F1  | IND F1 | EGY F9  | CRO F5  | CRO F6  | INA F1  |
| 7   |        | TUR F2 | TUN F2 | ESP F1 |         | USA F7  | SRI F3  | POR F1  | NCA F1 | FRA F5  | EGY F10 | EGY F11 | ITA F3  |
| 8   |        | USA F3 | TUR F3 | TUN F3 |         |         | TUN F6  | ESP F5  | POR F2 | IND F2  | IND F3  | FRA F7  | JPN F4  |
| 9   |        |        | USA F5 | TUR F4 |         |         | TUR F7  | TUN F7  | TUN F8 | ISR F1  | ISR F2  | GRE F1  | MAR F3  |
| 10  |        |        |        | USA F6 |         |         | USA F8  | TUR F8  | TUR F9 | JPN F1  | JPN F2  | IND F4  | QAT F1  |
| 11  |        |        |        |        |         |         |         | USA F9  |        | POR F3  | MAR F1  | ISR F3  | ESP F7  |
| 12  |        |        |        |        |         |         |         |         |        | TUN F9  | TUN F10 | JPN F3  | TUN F12 |
| 13  |        |        |        |        |         |         |         |         |        | TUR F10 | TUR F11 | MAR F2  | TUR F13 |
| 14  |        |        |        |        |         |         |         |         |        |         |         | ESP F6  |         |
| 15  |        |        |        |        |         |         |         |         |        |         |         | TUN F11 |         |
| 16  |        |        |        |        |         |         |         |         |        |         |         | TUR F12 |         |

### Abril - junio
| N.º | Abril   | Abril   | Abril   | Abril   | Mayo    | Mayo    | Mayo    | Mayo    | Junio   | Junio   | Junio   | Junio   | Junio   |
| N.º | 6       | 13      | 20      | 27      | 4       | 11      | 18      | 25      | 1       | 8       | 15      | 22      | 29      |
| --- | ------- | ------- | ------- | ------- | ------- | ------- | ------- | ------- | ------- | ------- | ------- | ------- | ------- |
| 1   | CHI F3  | CHI F4  | CHN F4  | FRA F9  | NGR F2  | MEX F3  | KOR F1  | ARG F7  | CHN F7  | BIH F5  | ITA F14 | CAN F3  | CAN F4  |
| 2   | USA F12 | USA F13 | FRA F8  | KAZ F4  | ALG F1  | ALG F2  | MEX F4  | CHN F6  | LIB F1  | LIB F2  | MOZ F2  | CZE F4  | COL F4  |
| 3   | UZB F1  | UZB F2  | KAZ F3  | MEX F1  | ARG F4  | ARG F5  | ALG F3  | KOR F2  | UZB F3  | MOZ F1  | NED F1  | FRA F11 | CZE F5  |
| 4   | CHN F2  | CHN F3  | ESP F10 | NGR F1  | CROF8   | BIH F1  | ARG F6  | ROUF4   | BIH F4  | UZB F4  | RUSF4   | NED F2  | FRA F12 |
| 5   | EGY F13 | EGY F14 | CHI F5  | EGY F16 | EGY F17 | COL F1  | BIH F2  | RUSF1   | CROF12  | BEL F1  | THA F4  | ESP F18 | ITA F16 |
| 6   | GRE F3  | GRE F4  | EGY F15 | GRE F6  | ISR F5  | CROF9   | CHN F5  | BIH F3  | EGY F21 | BRA F1  | BEL F2  | THA F5  | NED F3  |
| 7   | INA F2  | INA F3  | GRE F5  | ISR F4  | ITA F8  | CZE F1  | COL F2  | COL F3  | GEO F4  | BUL F1  | BRA F2  | USA F19 | ROUF7   |
| 8   | ITA F4  | ITA F5  | ITA F6  | ITA F7  | MEX F2  | EGY F18 | CROF10  | CROF11  | IND F7  | CROF13  | BUL F2  | AUT F1  | USA F21 |
| 9   | QAT F2  | QAT F3  | THA F1  | ESP F11 | POR F4  | GEO F1  | CZE F2  | CZE F3  | ISR F7  | EGY F22 | EGY F23 | BEL F3  | AUT F2  |
| 10  | ESP F8  | ESP F9  | TUN F15 | SWE F1  | ROUF1   | ISR F6  | EGY F19 | EGY F20 | ITA F12 | GEO F5  | FRA F10 | BRA F3  | BEL F4  |
| 11  | TUN F13 | TUN F14 | TUR F16 | THA F2  | ESP F12 | ITA F9  | GEO F2  | GEO F3  | JPN F5  | HKG F1  | HKG F2  | BUL F3  | GER F5  |
| 12  | TUR F14 | TUR F15 |         | TUR F17 | SWE F2  | POR F5  | IND F5  | GUM F1  | POR F8  | ISR F8  | IND F8  | HKG F3  | IND F10 |
| 13  |         |         |         | USA F14 | THA F3  | ROUF2   | ITA F10 | IND F6  | RUSF2   | ITA F13 | ISR F9  | IND F9  | ESP F19 |
| 14  |         |         |         |         | TUR F18 | ESP F13 | POR F6  | ITA F11 | SLO F1  | JPN F6  | JPN F7  | ITA F15 | TUR F26 |
| 15  |         |         |         |         | USA F15 | SWE F3  | ROUF3   | POR F7  | ESP F16 | RUSF3   | ROUF5   | JPN F8  | USA F20 |
| 16  |         |         |         |         |         | TUR F19 | ESP F14 | ESP F15 | TUR F22 | SRB F1  | SRB F2  | ROUF6   | ZIM F3  |
| 17  |         |         |         |         |         | UKR F1  | TUR F20 | TUR F21 |         | SLO F2  | SLO F3  | SRB F3  |         |
| 18  |         |         |         |         |         | USA F16 | UKR F2  | UKR F3  |         | TUR F23 | ESP F17 | TUR F25 |         |
| 19  |         |         |         |         |         |         |         |         |         |         | TUR F24 | USA F18 |         |
| 20  |         |         |         |         |         |         |         |         |         |         | USA F17 | ZIM F2  |         |
| 21  |         |         |         |         |         |         |         |         |         |         | ZIM F1  |         |         |

### Julio - septiembre
| N.º | Julio   | Julio   | Julio   | Julio   | Agosto  | Agosto  | Agosto  | Agosto  | Agosto  | Septiembre | Septiembre | Septiembre | Septiembre |
| N.º | 6       | 13      | 20      | 27      | 3       | 10      | 17      | 24      | 31      | 7          | 14         | 21         | 28         |
| --- | ------- | ------- | ------- | ------- | ------- | ------- | ------- | ------- | ------- | ---------- | ---------- | ---------- | ---------- |
| 1   | COL F5  | CHN F10 | CAN F5  | BEL F8  | CHN F12 | ARG F8  | BLR F2  | BRA F5  | BEL F13 | CAN F9     | CAN F10    | CAN F11    | AUS F6     |
| 2   | CZE F6  | FRA F14 | CHN F11 | CAN F6  | COL F7  | BLR F1  | BRA F4  | CAN F7  | CAN F8  | FRA F17    | FRA F18    | EGY F32    | POR F12    |
| 3   | FRA F13 | GER F7  | IRL F1  | COL F6  | ITA F21 | CHN F13 | TPE F1  | TPE F2  | GAB F2  | GBR F9     | ARG F12    | FRA F19    | SWE F5     |
| 4   | GBR F6  | GBR F7  | USA F22 | FRA F16 | RUS F5  | ITA F22 | ITA F23 | GAB F1  | GBR F8  | RUS F8     | BOL F2     | ESP F30    | ARG F14    |
| 5   | ITA F17 | ITA F18 | AUT F5  | ITA F20 | THA F6  | ROU F12 | NED F5  | ITA F24 | RUS F7  | ESP F28    | CRO F16    | SWE F4     | EGY F33    |
| 6   | NED F4  | AUT F4  | BEL F7  | USA F23 | USA F24 | RUS F6  | POL F2  | NED F6  | AUT F10 | ARG F11    | EGY F31    | ARG F13    | FRA F20    |
| 7   | AUT F3  | BEL F6  | FRA F15 | AUT F6  | BEL F9  | THA F7  | ARG F9  | POL F3  | CRO F14 | BEL F14    | IND F14    | BOL F3     | GER F14    |
| 8   | BEL F5  | POR F9  | GER F8  | EGY F24 | EGY F25 | USA F25 | AUT F8  | ARG F10 | EGY F29 | BOL F1     | IRI F9     | CRO F17    | ITA F29    |
| 9   | GER F6  | ROU F9  | LTU F1  | EST F1  | FIN F1  | AUT F7  | BEL F11 | AUT F9  | IND F12 | CRO F15    | ITA F27    | IND F15    | ESP F31    |
| 10  | ROU F8  | SRB F5  | POR F10 | GER F9  | GER F10 | BEL F10 | EGY F27 | BEL F12 | IRI F7  | EGY F30    | SRB F12    | ITA F28    | TUN F25    |
| 11  | SRB F4  | ESP F21 | ROU F10 | POR F11 | LAT F1  | EGY F26 | FIN F3  | EGY F28 | ISR F11 | IND F13    | ESP F29    | SRB F13    | TUR F39    |
| 12  | ESP F20 | TUR F28 | SRB F6  | SRB F7  | SVK F4  | FIN F2  | GER F12 | GER F13 | ITA F25 | IRI F8     | TUN F23    | TUN F24    | UKR F4     |
| 13  | TUR F27 |         | SVK F2  | SVK F3  | ESP F24 | GER F11 | KOR F4  | IND F11 | KOR F6  | ISR F12    | TUR F37    | TUR F38    | USA F28    |
| 14  |         |         | ESP F22 | ESP F23 | TUN F17 | KOR F3  | ROU F13 | ISR F10 | POL F4  | ITA F26    | USA F26    | USA F27    |            |
| 15  |         |         | TUR F29 | TUN F16 | TUR F31 | POL F1  | SRB F9  | KOR F5  | ROU F15 | KOR F7     |            |            |            |
| 16  |         |         |         | TUR F30 |         | SRB F8  | ESP F26 | ROU F14 | SUI F5  | POL F5     |            |            |            |
| 17  |         |         |         |         |         | ESP F25 | SUI F3  | SRB F10 | TUN F21 | SRB F11    |            |            |            |
| 18  |         |         |         |         |         | TUN F18 | TUN F19 | SUI F4  | TUR F35 | TUN F22    |            |            |            |
| 19  |         |         |         |         |         | TUR F32 | TUR F33 | TUN F20 |         | TUR F36    |            |            |            |
| 20  |         |         |         |         |         |         |         | TUR F34 |         |            |            |            |            |

### Octubre - diciembre
| N.º | Octubre | Octubre | Octubre | Octubre | Noviembre | Noviembre | Noviembre | Noviembre | Noviembre | Diciembre | Diciembre | Diciembre | Diciembre |
| N.º | 5       | 12      | 19      | 26      | 2         | 9         | 16        | 23        | 30        | 7         | 14        | 21        |           |
| --- | ------- | ------- | ------- | ------- | --------- | --------- | --------- | --------- | --------- | --------- | --------- | --------- | --------- |
| 1   | AUS F7  | AUS F8  | AUS F9  | COL F8  | COL F9    | AUS F10   | AUS F11   | CZE F7    | CZE F8    | DOM F2    | DOM F3    | TUR F51   |           |
| 2   | FRA F21 | BLR F15 | BLR F16 | VEN F1  | GBR F10   | BRA F8    | BRA F9    | THA F8    | DOM F1    | NGR F3    | NGR F4    |           |           |
| 3   | KAZ F5  | FRA F15 | FRA F16 | BRA F6  | VEN F2    | GBR F11   | CYP F1    | USA F34   | THA F9    | CAM F3    | QAT F6    |           |           |
| 4   | PHI F1  | KAZ F6  | EGY F36 | EGY F37 | BRA F7    | VEN F3    | EGY F40   | CAM F1    | USA F35   | EGY F43   | TUN F36   |           |           |
| 5   | POR F13 | PHI F2  | GER F17 | EST F2  | EGY F38   | EGY F39   | ESA F2    | CYP F2    | CAM F2    | IND F19   | TUR F50   |           |           |
| 6   | USA F29 | USA F30 | GRE F8  | GER F18 | EST F3    | EST F4    | IND F16   | EGY F41   | CYP F3    | ISR F18   |           |           |           |
| 7   | CHI F6  | CHI F7  | ISR F14 | GRE F9  | GRE F10   | GRE F11   | KUW F2    | GUA F2    | EGY F42   | QAT F5    |           |           |           |
| 8   | EGY F34 | EGY F35 | ITA F32 | ISR F15 | ITA F34   | KUW F1    | MAR F5    | IND F17   | HON F1    | TUN F35   |           |           |           |
| 9   | GER F15 | GER F16 | NOR F1  | ITA F33 | NOR F3    | MAR F4    | PER F4    | ISR F16   | IND F18   | TUR F49   |           |           |           |
| 10  | ITA F30 | GRE F7  | ESP F34 | NOR F2  | RSA F1    | RSA F2    | RSA F3    | ISR F17   | KUW F3    |           |           |           |           |
| 11  | ESP F32 | ISR F13 | TUN F28 | TUN F29 | TUN F30   | TUN F31   | TUN F32   | MAR F6    | PER F6    |           |           |           |           |
| 12  | TUN F26 | ITA F31 | TUR F42 | TUR F43 | TUR F44   | TUR F45   | TUR F46   | PER F5    | QAT F4    |           |           |           |           |
| 13  | TUR F40 | ESP F33 |         |         | USA F31   | USA F32   | USA F33   | TUN F33   | TUN F34   |           |           |           |           |
| 14  | UKR F5  | TUN F27 |         |         |           |           |           | TUR F47   | TUR F48   |           |           |           |           |
| 15  |         | TUR F41 |         |         |           |           |           |           |           |           |           |           |           |
| 16  |         | UKR F6  |         |         |           |           |           |           |           |           |           |           |           |
| 17  |         |         |         |         |           |           |           |           |           |           |           |           |           |
| 18  |         |         |         |         |           |           |           |           |           |           |           |           |           |
| 19  |         |         |         |         |           |           |           |           |           |           |           |           |           |
| 20  |         |         |         |         |           |           |           |           |           |           |           |           |           |